# 亚美利加纳
亚美利加纳（葡萄牙語：Americana）是位于巴西东南部圣保罗州的一座城市，人口约203,000（2000年）。亚美利加纳是美国内战后，逃离至巴西接受庇护的的美利坚联盟国支持者所建立的城市。

## 外部連結
- （葡萄牙文） Official Site of Altair[]
- （葡萄牙文） citybrazil.com.br